# Liste von Filmen mit Bezug zu Lissabon
Die Liste von Filmen mit Bezug zu Lissabon enthält in alphabetischer Reihenfolge Filme, bei denen die Stadt Lissabon Gegenstand der Aufmerksamkeit oder wesentlicher Teil der Filmhandlung ist. Nicht aufgeführt sind Filme, in denen Lissabon nur Drehort war oder keine wesentliche Bedeutung hatte. Auch die zahlreichen „Lissabonner Komödien“ der 1930er bis 1950er Jahre sind nicht mit aufgelistet (hierzu siehe auch entsprechende Beispiele unter Portugiesischer Film).

## Spielfilme

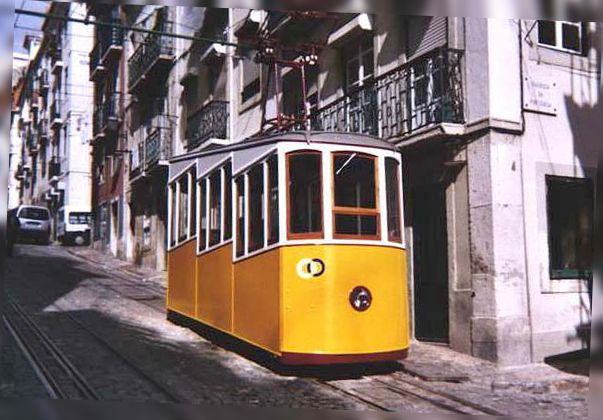
Aufzug von Bica (2002)

- A Bela e o Paparazzo („Die Schöne und der Paparazzo“, 2010) R: António-Pedro Vasconcelos, mit Soraia Chaves, Marco D’Almeida, Nicolau Breyner u. a. – Die romantische Komödie um einen Fernsehstar, einen Paparazzo und die unerbittlich-trügerische Boulevardpresse inmitten der malerischen alten Gassen und einiger moderner Referenzbauten Lissabons ist auch eine Liebeserklärung an die Stadt.
- Agentenfalle Lissabon, auch  Lissabon – 3 Gräber für Agent 077 („Misión Lisboa“, 1965) R: Federico Aicardi und Tulio Demicheli, mit Brett Halsey, Marilù Tolo, Fernando Rey, Alfredo Mayo u. a. – Der Geheimagent 077 wird nach Lissabon geschickt, um eine elektromagnetische Formel von Dr. Kelstern zu suchen, welche auch andere Agenten begehren.
- A Janela („Das Fenster“, 2001) R: Edgar Pêra, mit Lúcia Sigalho, Manuel João Vieira, Nuno Melo, José Wallenstein u. a. – Schräge Kriminal-Parodie aus dem Bica-Viertel rund um den Aufzug von Bica.
- Alice (2005) R: Marco Martins, mit Nuno Lopes, Beatriz Batarda u. a. – Ein verzweifelter junger Vater irrt seit 193 Tagen täglich aufs Neue durch das Gewühl der Lissabonner Unterstadt auf der Suche nach seiner dort verloren gegangenen kleinen Tochter. Der Film mit Musik von Bernardo Sassetti gewann viele Preise von Cannes und Berlin bis Mar del Plata und Raindance.
- Alla rivoluzione sulla due cavalli (2001) R: Maurizo Sciarra, mit Adriano Giannini, Andoni Gracia, Gwenaëlle Simon u. a. – Drei Freunde aus Studienzeiten fahren von Italien nach Lissabon in ihrer Ente 2CV, als dort die Nelkenrevolution die Diktatur beendet.
- Aspern (1982) R: Eduardo de Gregorio, mit Jean Sorel, Bulle Ogier, Alida Valli u. a. – Ein französischer Verleger sucht in Lissabon unbeirrbar nach dem unveröffentlicht gebliebenen, letzten Roman des amerikanischen Autors Jeffrey Aspern aus den 1930er Jahren, den er bei dessen Muse vermutet, und bei der er sich daher einquartiert.
- Belarmino (1964) R: Fernando Lopes – Das sozialkritische, halbdokumentarische Porträt eines Amateurboxers zeigt das mondäne und das einfache Lissabon der Swinging Sixties. Ein Hauptfilm des Novo Cinema.
- Bella Block: Für immer und immer (2014) R: Christian von Castelberg, mit Hannelore Hoger, Henry Hübchen, Hansjürgen Hürrig, aber auch portugiesischen Schauspielern wie Ana Padrão, Albano Jerónimo oder Teresa Madruga – 35. Folge der ZDF-Krimireihe Bella Block.
- Cabaret Maxime (2018) R: Bruno de Almeida, mit Michael Imperioli, Ana Padrão, David Proval, John Ventimiglia, Mike Starr, Drena De Niro u. a. – Ein traditioneller Nachtklub im Lissabonner Ausgehviertel Cais do Sodré versucht der Gentrifizierung und der harten Prostitution zu widerstehen; atmosphärischer Gangster- und Cabaretfilm in freier Anlehnung an das tatsächliche Cabaret Maxime.

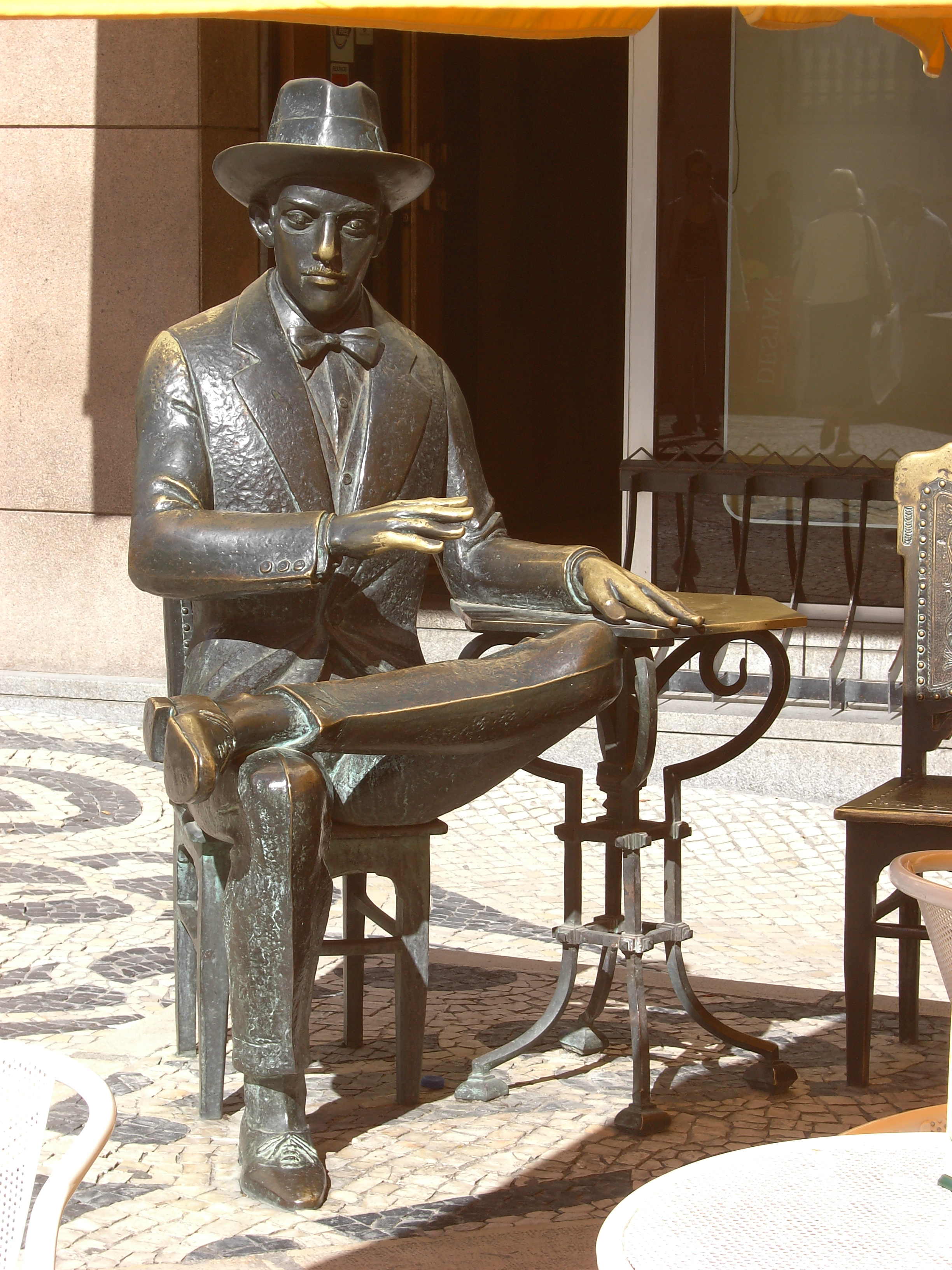
Bronzestatue von Fernando Pessoa vor dem Café A Brasileira

- Conversa Acabada („Ein beendetes Gespräch“, 1982) R: João Botelho – Verfilmung der freundschaftlichen Beziehung von Fernando Pessoa und Mário de Sá-Carneiro im Lissabon des frühen 20. Jh.
- Crónica dos Bons Malandros (1984) R: Fernando Lopes, mit João Perry, Lia Gama, Paulo de Carvalho, Nicolau Breyner u. a. – Kriminalkomödie um eine Gruppe chaotischer Kleinkrimineller in Lissabon, die einen Kunstraub im Museu Calouste Gulbenkian planen.
- Das Wasser – Der letzte Kopfsprung („O Último Mergulho“, 1992) R: João César Monteiro, mit Fabienne Babe, Canto e Castro und Francesca Prandi u. a. – Ein Selbstmörder und ein alter Seemann begegnen sich am Tejo-Ufer und feiern nochmal zwei Tage durch Lissabon, danach erleben beide unerwartete Wendungen.
- Der Fremdenführer von Lissabon (1956) R: Hans Deppe, mit Vico Torriani, Inge Egger, Gunnar Möller, Mare Lane u. a. – Unbeschwerter Unterhaltungsfilm aus der Wirtschaftswunderzeit.
- Derivas („Drifts“, 2013) R: Ricardo Costa, mit dem Regisseur in einer Doppelrolle – Zwei unangepasste ältere Brüder streifen durch Lissabon, treffen alte Freunde und unbekannte Menschen und begegnen dabei den eigenen menschlichen Schwächen und denen der Mitmenschen.
- Der Lissabon-Krimi (seit 2018), Fernsehserie der ARD (Das Erste), mit Jürgen Tarrach, Vidina Popov, Christoph Schechinger, Katharina Pichler, André Gago u. a. – Der Rechtsanwalt Eduardo Silva und seine junge Assistentin Márcia Amaya ermitteln in den malerischen Kulissen Lissabons.
- Der Ring der Verschworenen („The Conspirators“, 1944) R: Jean Negulesco, mit Hedy Lamarr, Paul Henreid, Sydney Greenstreet, Peter Lorre u. a. – Der holländische Widerstandskämpfer Vincent Van Der Lyn flüchtet vor den Nazis ins neutrale Lissabon, wo er sich einer Untergrundgruppe anschließt, um einen Nazi-Spion unter ihnen zu enttarnen.
- Der Stand der Dinge (1982), R: Wim Wenders, mit Patrick Bauchau, Allen Garfield, Rebecca Pauly u. a. – Ein US-amerikanisches Filmteam kann ihren Science-Fiction an der Atlantikküste nicht weiter drehen und vergnügt sich teilweise im nahen Lissabon.
- Die Geheimnisse von Lissabon („Mistérios de Lisboa“, 2010) R: Raúl Ruiz, mit Adriano Luz, Maria João Bastos, Ricardo Pereira, Clotilde Hesme u. a. – Ein Waisenjunge im Lissabon des frühen 19. Jahrhunderts erfährt von seiner lebenden Mutter und gerät in die intrigante Welt der Aristokratie. Prämierte Verfilmung der gleichnamigen Erzählung von Camilo Castelo Branco.
- Die Nacht von Lissabon (1971) R: Zbyněk Brynych, mit Martin Benrath, Erika Pluhar, Vadim Glowna, Horst Frank, Charles Regnier u. a. – Verfilmung des Emigrantenromans von Erich Maria Remarque.
- Die Schwächen der Frauen („Elles“, 1997) R: Luís Galvão Teles, mit Miou-Miou, Carmen Maura, Marthe Keller, Marisa Berenson, Guesch Patti, Joaquim de Almeida u. a. – Die turbulenten Geschichten sehr unterschiedlicher Freundinnen in Lissabon in einer nachdenklich-heiteren Liebeskomödie.
- Ein Sommer in Portugal (2013) R: Michael Keusch, mit Gesine Cukrowski, Paulo Pires, Bernhard Schir u. a. – Eine Liebesgeschichte, eingebettet in die malerische Schönheit Portugals und Lissabons. Erstausstrahlung 29. September 2013 im ZDF.
- Erinnerungen an das gelbe Haus („Recordações da Casa Amarela“, 1989) R: João César Monteiro – Der kontroverse, tragisch-komische Film spielt in den alten Gassen, Tavernen und Plätzen, der liebevoll eingefangene Charme der alten Häuser, seiner Menschen und untergehenden Traditionen kontrastiert mit der bisweilen absurden, zynischen Handlung.
- Erklärt Pereira („Sostiene Pereira“, 1995) R: Roberto Faenza, mit Marcello Mastroianni, Marthe Keller, Joaquim de Almeida, Daniel Auteuil, Stefano Dionisi, Nicoletta Braschi, Teresa Madruga, Nicolau Breyner – Die ruhige, atmosphärische Verfilmung von Antonio Tabucchis Roman spielt 1938 in Lissabon und war einer der letzten Filme Mastroiannis.
- Fado (2016) R: Jonas Rothlaender, mit Golo Euler, Luise Heyer, Albano Jerónimo u. a. – Drama um einen Arzt, der seiner ausgewanderten Ex-Freundin nach Lissabon nachreist und obsessiv ihre frühere Beziehung wiederbeleben möchte. Die Stadt Lissabon ist nicht nur Kulisse, sondern Hauptdarsteller in einer zunehmend durch krankhafte Eifersucht zerstörten Beziehungsgeschichte.
- Fado Blues („Tudo isto é Fado“, 2004) R: Luís Galvão Teles, mit Ângelo Torres, Danton Mello, Ana Cristina de Oliveira, João Lagarto u. a. – Zwei Kleinkriminelle kommen aus Rio de Janeiro nach Lissabon und suchen ihren Lieblings-Krimiautor, um in dieser heiter-geheimnisvollen Komödie einen Kunstraub zu planen.
- Fado majeur et mineur (1994), R: Raúl Ruiz, mit Jean-Luc Bideau, Melvil Poupaud, Ana Padrão, Jean-Yves Gautier, Arielle Dombasle, Bulle Ogier – Der Fremdenführer Pierre verliert plötzlich sein Gedächtnis während der Arbeit. Man bringt ihn nach Hause, wo er einen jungen Mann trifft, der ihm von seinem Leben erzählt.
- Filme do Desassossego („Film der Unruhe“, 2010) R: João Botelho, mit Cláudio da Silva, Pedro Lamares, Ana Moreira, Rita Blanco u. a. – Literaturverfilmung vom „Buch der Unruhe“ von Fernando Pessoa, im Lissabon des frühen 20. Jh.
- Fluchtpunkt („O Fio do Horizonte“, 1993) R: Fernando Lopes, mit Claude Brasseur, Andréa Ferréol, Ana Padrão u. a. – Ein Lissabonner Gerichtsmediziner sucht in den Gassen und Straßen seiner Stadt nach der Identität einer unidentifizierten Leiche, die aussieht wie er selbst.

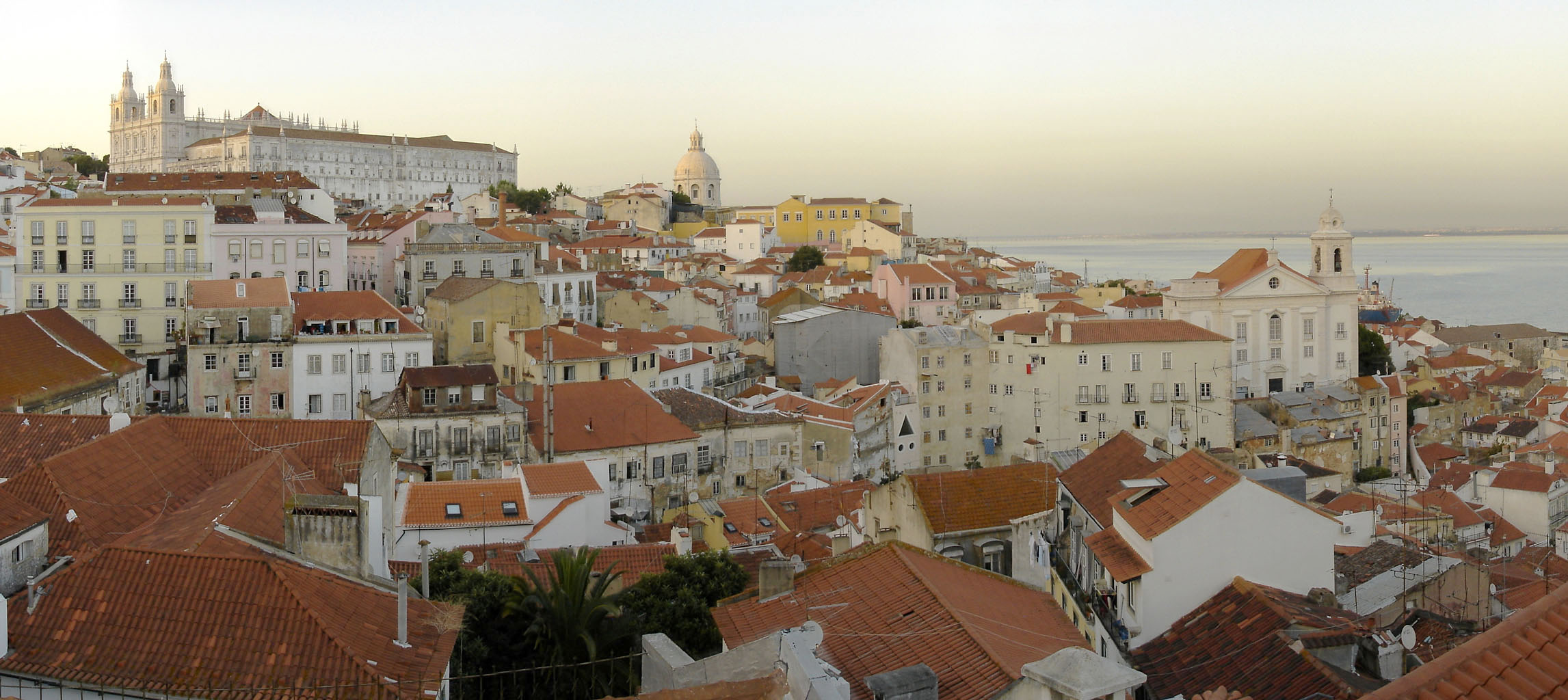
Blick auf die Alfama vom Miradouro de Santa Luzia

- Geheimzentrale Lissabon („Lisbon“, 1956) R: Ray Milland, mit Maureen O’Hara, Claude Rains, Yvonne Furneaux u. a. – Ost-West-Agentenabenteuer im Lissabon der 50er.
- Gli uomini sono nemici (1948) R: Ettore Giannini, mit Viviane Romance, Clément Duhour, Valentina Cortese u. a. – In Lissabon, der Agentenmetropole im Zweiten Weltkrieg, arbeitet der Sänger Mario für die Alliierten. Er ist Schuld am Tod eines Italieners, dessen Frau sich nun rächen will, sich jedoch in Mario verliebt.
- Imagine (2012) R: Andrzej Jakimowski, mit Edward Hogg, Alexandra Maria Lara, Francis Frappat, João Lagarto u. a. – Poetische Geschichte über einen blinden Lehrer für räumliche Orientierung, der mit seinen ungewöhnlichen Methoden an eine Lissabonner Blindenschule kommt und dort die scheue Patientin Eva für sich gewinnt.
- Im Schatten von Lissabon („Lisboa“, 1999) R: Antonio Hernández, mit Sergi López, Carmen Maura, Federico Luppi u. a. – Thriller im Stil eines Roadmovies über eine spanische Frau auf dem Weg nach Lissabon, um dort einen Geschäftspartner ihres Mannes zu treffen, mit dem sie eine Affäre hat.
- In der weißen Stadt („Dans La Ville Blanche“, 1983) R: Alain Tanner, mit Bruno Ganz, Teresa Madruga, José Wallenstein u. a. – Dieser feinfühlige Film gewann den César 1984 für den besten Film.
- Kommen und Gehen („Vai e Vem“, 2003) R: João César Monteiro – Ein eigenwilliger Witwer und seine festen Routinen in Lissabon. Abschiedsfilm des Regisseurs.
- La gamine (1992) R: Hervé Palud, mit Johnny Hallyday, Maïwenn, Jean-François Stévenin u. a. – In dieser Komödie arbeiten der ehemalige Polizist Franck und sein Freund Georges in einem kleinen Flugzeugbetrieb. Ihr ruhiges Leben wird durch das turbulente Leben der Tochter von Georges durcheinander gewirbelt, und Franck fliegt mit ihr nach Lissabon.
- L’homme des foules (2001) R: John Lvoff, mit Jerzy Radziwiłowicz, Maria de Medeiros, Danuta Stenka u. a. – Psychodrama um einen Touristen, der in Lissabon das Stendhal-Syndrom erleidet und sich dort einer Ärztin anvertraut. Er sieht sich als Opfer, während die Ärztin ihn zunehmend als Mörder sieht, und die Grenzen dazwischen zu verschwimmen scheinen.
- Lisbon Story (1994) R: Wim Wenders, mit Patrick Bauchau, Rüdiger Vogler, Tereza Salgueiro u. a. – Auf Einladung der Stadt Lissabon zur Kulturhauptstadt Europas 1994 gedreht, ist der Film nicht nur eine Liebesklärung Wenders’ an Lissabon, sondern auch eine Widmung an 100 Jahre Kino, durch die Handlung und durch den Gastauftritt Manoel de Oliveiras. Der internationale Bekanntheitsgrad der Gruppe Madredeus erhöhte sich nach ihrem Mitwirken und vor allem ihrer Filmmusik beträchtlich.
- Lissabonner Requiem (1998) R: Alain Tanner, mit Francis Frappat, André Marcon, Alexandre Zloto, Cécile Tanner, Raul Solnado u. a. – Vielschichtige, ruhige Verfilmung des gleichnamigen Romans von Antonio Tabucchi.
- Nachtzug nach Lissabon („Night Train to Lisbon“, 2013) R: Bille August, mit Jeremy Irons, Mélanie Laurent, Jack Huston, Martina Gedeck, Bruno Ganz, Christopher Lee, Charlotte Rampling u. a. – Verfilmung des Roman-Bestsellers von Pascal Mercier.

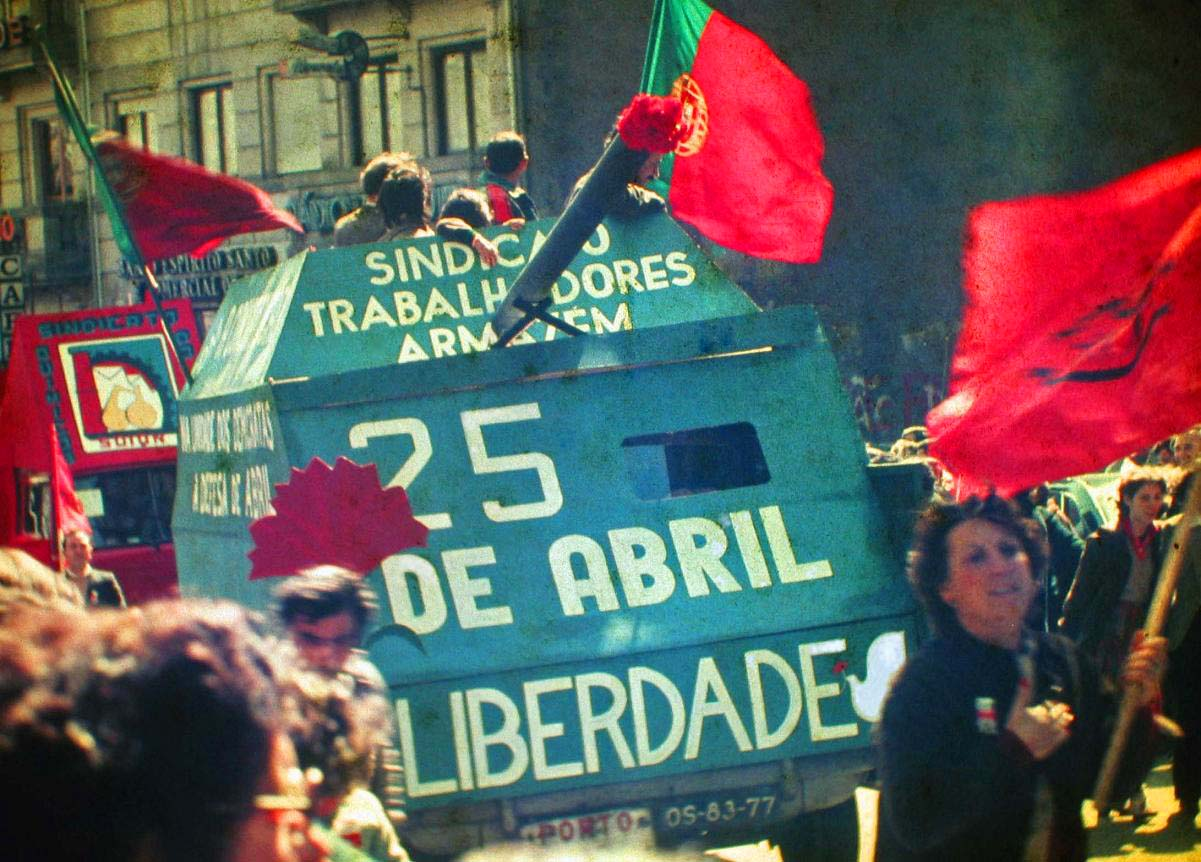
Gedenkfeier zur Nelkenrevolution (Porto 1983)

- Nächte in Lissabon („Les Amants Du Tage“, 1955) R: Henri Verneuil, mit Daniel Gélin, Françoise Arnoul, Trevor Howard, Dalio, Amália Rodrigues, Ginette Leclerc, Georges Chamarat u. a. – Klassisches Drama des französischen Kinos der 50er
- Nelken für die Freiheit („Capitães de Abril“, 2001) R: Maria de Medeiros, mit Stefano Accorsi, Joaquim de Almeida, Maria de Medeiros, Frédéric Pierrot, Manuel João Vieira, Fele Martínez, Emmanuel Salinger, Rita Durão, Luís Miguel Cintra, Pedro Hestnes u. a. – Film über die aufregenden Tage im Lissabon der Nelkenrevolution 1974.
- O Cerco (1970) R: António da Cunha Telles, mit Maria Cabral, Miguel Franco, Ruy de Carvalho u. a. – Der Film um eine moderne, nach Eigenständigkeit strebende Frau im Lissabon der späten 1960er Jahre gilt als das wirtschaftlich erfolgreichste Werk des Novo Cinemas.
- One night in Lisbon (1941) R: Edward H. Griffith, mit Fred MacMurray, Madeleine Carroll, Patricia Morison u. a. – Screwball-Komödie um einen US-amerikanischen Piloten, der sich in Lissabon in Agentenringen und Liebesbeziehungen verstrickt.
- Sechs Pistolen jagen Professor Z (1966) R: Julio Coll, mit Peter van Eyck, Letitia Roman, Klausjürgen Wussow, António Vilar, Corny Collins u. a. – Agentenfilm im James-Bond-Stil um einen Professor in Lissabon und seine kugelsichere, von konkurrierenden Agenten begehrte Erfindung.
- Segno di fuoco (1990) R: Nino Bizzarri, mit Rémi Martin, Viktor Lazlo, Chiara Caselli, Joaquim de Almeida u. a. – Der Lebenskünstler Raul verliebt sich in Lissabon in Norma, die jedoch in einer starken Beziehung lebt. Um diese Beziehung zu zerstören, nimmt Raul zunehmend gefährliche Umstände in Kauf.
- Storm Over Lisbon (1944) R: George Sherman, mit Vera Ralston, Erich von Stroheim, Richard Arlen u. a. – Der Nachtklub des windigen Deresco und seiner Tänzerin Maritza ist ein internationaler Agententreffpunkt, in dem Nachrichten und Falschmeldungen kursieren und Intrigen gesponnen werden.
- Tarde Demais („Zu spät“, 2000) R: José Nascimento, mit Vítor Norte, Rita Blanco, Nuno Melo, Adriano Luz, Ana Moreira, Suzana Borges u. a. – In diesem auf wahren Begebenheiten beruhenden Drama versuchen 4 gekenterte Fischer im breiten Tejo-Delta verzweifelt, das Ufer zu erreichen, das nahe, unerreichbare Lissabon im Blick.

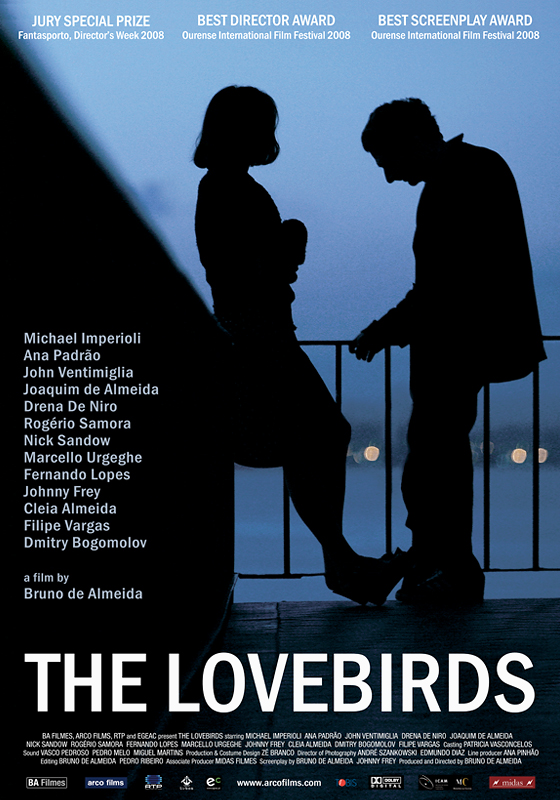
Filmplakat zu The Lovebirds (2008)

- The Hairy Ape (1944) R: Alfred Santell, mit Susan Hayward, William Bendix u. a. – Verfilmung des Eugene-O’Neill-Stücks.
- The Lady Has Plans (1942), R: Sidney Lanfield, mit Ray Milland, Paulette Goddard, Roland Young, Albert Dekker u. a. – Agentenkomödie um Geheimpläne, die auf dem Rücken einer Frau tätowiert wurden und in Lissabon verkauft werden sollen.
- The Lovebirds (2008) R: Bruno de Almeida, mit Michael Imperioli, Ana Padrão, John Ventimiglia, Joaquim de Almeida, Drena De Niro, Rogério Samora, Nick Sandow, Fernando Lopes u. a. – Eine Nacht mit 6 parallelen Geschichten, eine Liebeserklärung an das melancholische, fröhliche Lissabon.
- The Portuguese Nun („La religieuse portugaise“, 2009) R: Eugène Green, mit Leonor Baldaque, Francisco Mozos, Diogo Dória, Ana Moreira, Beatriz Batarda u. a. – Eine französische Schauspielerin reist zu Dreharbeiten nach Lissabon, wo sie in ihren Pausen durch Gassen und Miradouros spaziert. Sie begegnet der Stadt nachts und am Tage, und macht dabei die Bekanntschaft unterschiedlicher Menschen. Eine Nonne erregt besonders ihre Aufmerksamkeit.
- To die like a man („Morrer Como Um Homem“, 2009) R: João Pedro Rodrigues, mit Chandra Malatitch, John Jesus Romão, Ivo Barroso u. a. – Prämiertes Drama um einen alternden Transsexuellen, einen Veteranen des Lissabonner Nachtlebens, der sich zunehmend überfordert fühlt von seinen Gefühlen, seiner religiösen Erziehung, seinem Umfeld in der Lissabonner Schwulenszene und den Anforderungen eines ihn überholenden Showgeschäfts.
- Trois ponts sur la rivière (1999) R: Jean-Claude Biette, mit Jeanne Balibar, Mathieu Amalric, Thomas Badek u. a. – Nach ihrer Trennung reisen Arthur und Claire nach Lissabon, um ihrer Beziehung eine zweite Chance zu geben. Nach einer Reihe Zufälle und glücklicher Begegnungen entdecken sie, dass ein Flirt mit dem Schicksal nicht folgenlos bleibt.
- Villa Mauresque (1992), R: Patrick Mimouni, mit Arielle Dombasle, Pascal Greggory, Luís Miguel Cintra u. a. – Der Schweizer Vincent steht in seiner Schicksalsstadt Lissabon zwischen seiner Liebe zu einer Prostituierten und einem suizidgefährdeten Schriftsteller.
- Wer zuerst schießt, hat mehr vom Leben („Ça va être ta fête“, 1960) R: Pierre Montazel, mit Eddie Constantine, Barbara Laage, Stefan Schnabel u. a. – FBI-Agent John Lewis sucht erst in Paris und dann in Lissabon nach dem verschwundenen Agenten Mark Lemoine. Er beginnt eine Affäre und wird von einer gewalttätigen Gang gejagt, bis die Situation schließlich eskaliert.
- Willkommen, Mister B. („A man could get killed“, 1966) R: Ronald Neame und Cliff Owen, mit James Garner, Melina Mercouri, Sandra Dee u. a. – Turbulente Spionagekomödie, die auch durch die Filmmusik von Bert Kaempfert bekannt wurde, insbesondere das durch den Film zum Welthit gelangte „Strangers in the Night“.
- Zéfiro (1993) R: José Álvaro Morais, mit Luis Miguel Cintra, Marcello Urgeghe, Paula Guedes, Inês de Medeiros u. a. - Die Geschichte Lissabons als Teil des Mittelmeerraums wird erzählt und teils neu eingeordnet, anhand der passierten Orte und der Begegnungen eines aus Lissabon fliehenden Mörders.

## Dokumentarfilme
- Aldina Duarte – Princesa Prometida („Aldina Duarte – Die verheißene Prinzessin“, 2009) R: Manuel Mozos – Das Porträt der Fado-Sängerin Aldina Duarte begleitet sie zu den Lieblingsplätzen ihrer Heimatstadt Lissabon.
- Carnaval para D.João VI („Karneval für König Johann VI“, 2008) R: Ivan Dias, mit Sérgio Godinho, Adriana Calcanhotto, Henrique Cazes, José Eduardo Agualusa u. a. – Zum 200.Jahrestag der Flucht des Hofes von D.João VI nach Rio de Janeiro betrachtet der Film die Beziehung der Brasilianer und Portugiesen anhand von Lissabon und Rio de Janeiro.

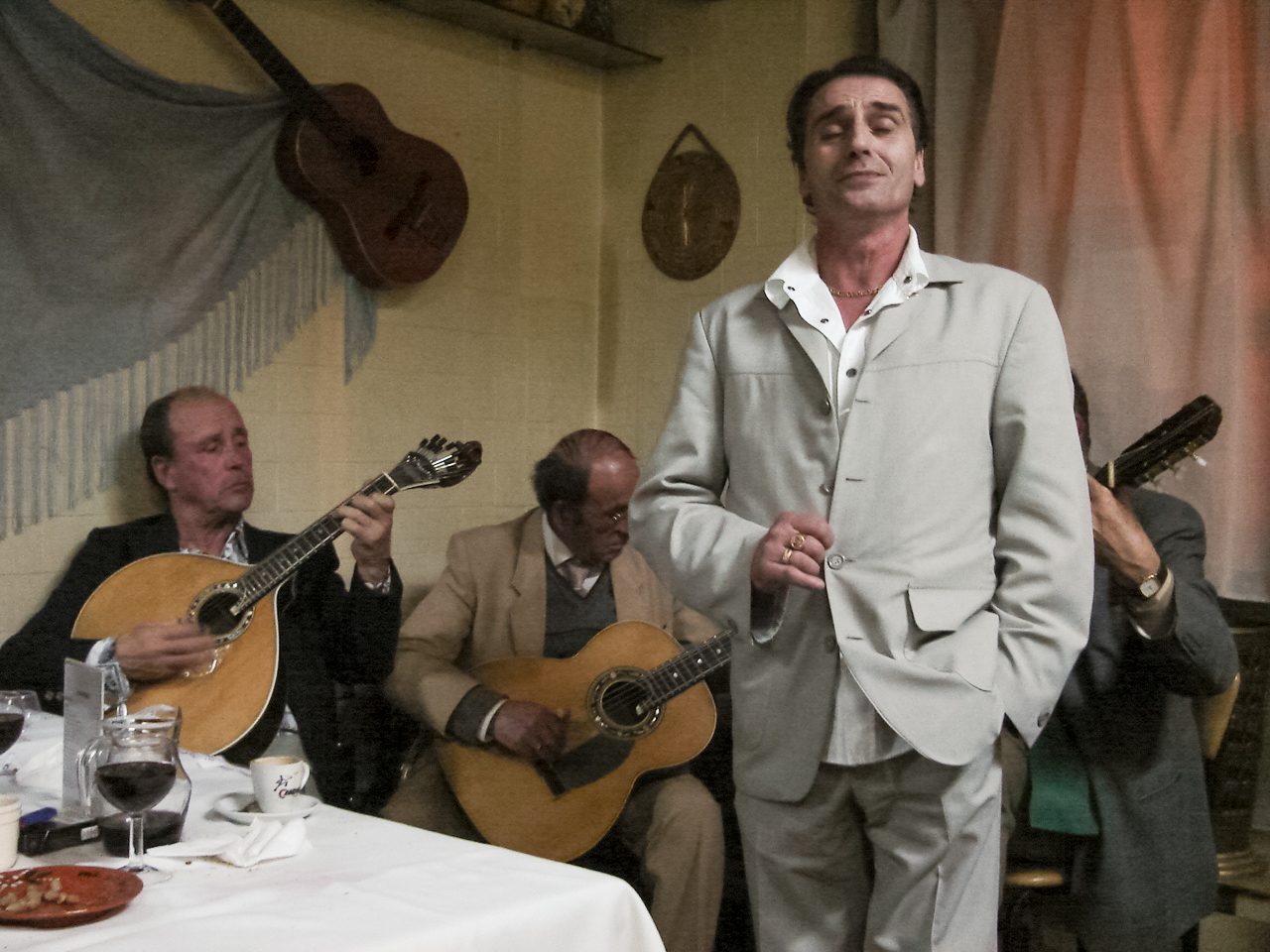
Fado-Sänger

- Fado - Die Stimmen von Lissabon („Silêncio - Vozes de Lisboa“, 2020) R: Céline Coste Carlisle und Judit Kalmár - Schweizerisch-ungarische Dokumentation über den heutigen Fado in Lissabon. Während die alten Stadtviertel immer stärker unter dem Touristenandrang leiden und die Fadokneipen zu Touristenattraktionen verkommen, versuchen die Bewohner ihren traditionellen Fado in Hinterhofvereinen und einigen ursprünglichen Kneipen zu erhalten.
- Fado Capital („Hauptstadt-Fado“, 2003) R: Lourenço Henriques – Ein Streifzug durch das Lissabon der Fadolokale, mit Aufnahmen und Kommentaren aktueller und früherer Sänger und Musiker, von den größten Namen bis zum anonymen Feierabend-Fadista.
- Fantasia Lusitana (2010) R: João Canijo – Mit alten Originalaufnahmen zeigt Canijo die Emigranten und Agenten aus dem kriegsgeschüttelten Europa der frühen 40er Jahre in den Cafés der Bohéme im friedlichen Lissabon.
- Ilha da Cova da Moura („Die Insel Cova da Moura“, 2010) R: Rui Simões – Ein vielfach prämierter Einblick in den Alltag jenseits der Vorurteile und Negativschlagzeilen des Lissabonner Problemviertels Cova da Moura und seiner vorwiegend schwarzen Bevölkerung.

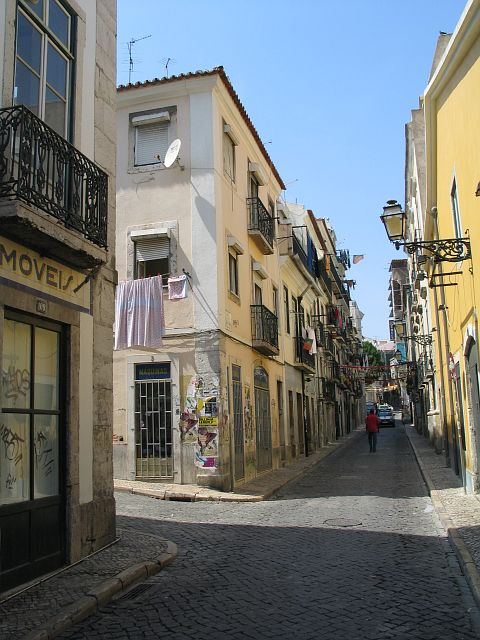
Eine Gasse im Bairro Alto

- Lisboa domiciliária („Häusliches Lissabon“, 2010) R: Marta Pessoa – Die Situation der immer älter werdenden Bevölkerung der alten Viertel in Lissabon wird gezeigt, in dem man den Pflegedienst bei der Arbeit in den verschiedenen Wohnungen begleitet und alle Beteiligten sprechen lässt.
- Lisboa no Cinema („Lissabon im Kino“, 1992) R: Manuel Mozos – Collage von Aufnahmen Lissabons aus 28 verschiedenen Filmen, für die Kulturhauptstadt Europas 1994.
- Die Neuen in Lissabon („Lisboetas“, 2004) R: Sérgio Tréfaut – Der Film zeigt Lissabon aus der Sicht seiner zugewanderten Arbeitsmigranten (dies war 2006 der meistgesehene portugiesische Dokumentarfilm aller Zeiten).
- O Candidato Vieira („Der Kandidat Vieira“, 2001) R: Bruno de Almeida – Die Dokumentation der kuriosen Präsidentschaftskandidatur von Manuel João Vieira zeigt ihn bei den unterschiedlichsten Terminen an den verschiedensten Orten Lissabons.
- Ruas da Amargura („Straßen der Bitterkeit“, 2009) R:Rui Simões – Die individuellen Geschichten und Probleme sowohl der Obdachlosen in Lissabon als auch derjenigen, die sich aus den unterschiedlichsten Gründen um sie kümmern.
- Taxi Lisboa (1996) R: Wolf Gaudlitz, mit Gérard Semaan, Josefina Lind, Antonio Torchiaro u. a. – Der Film stellt den fast 100-jährigen Taxifahrer Augusto Macedo vor und begleitet ihn und sein Taxi von 1926 durch die Stadt; Schauspieler treten zwischendurch auf und erzählen, stellvertretend, Geschichten von Menschen der Stadt.
- Toxic.TV Hip Hop Reporters (2006) R: Specta – In dieser französischen Hip-Hop-Reportagenreihe besucht der ehemalige Saïan-Supa-Crew-Rapper Portugal, wobei neben einem Ausflug nach Porto in erster Linie die wachsende Szene im Großraum Lissabon vorgestellt wird (Graffiti, Rap, Breakdance).

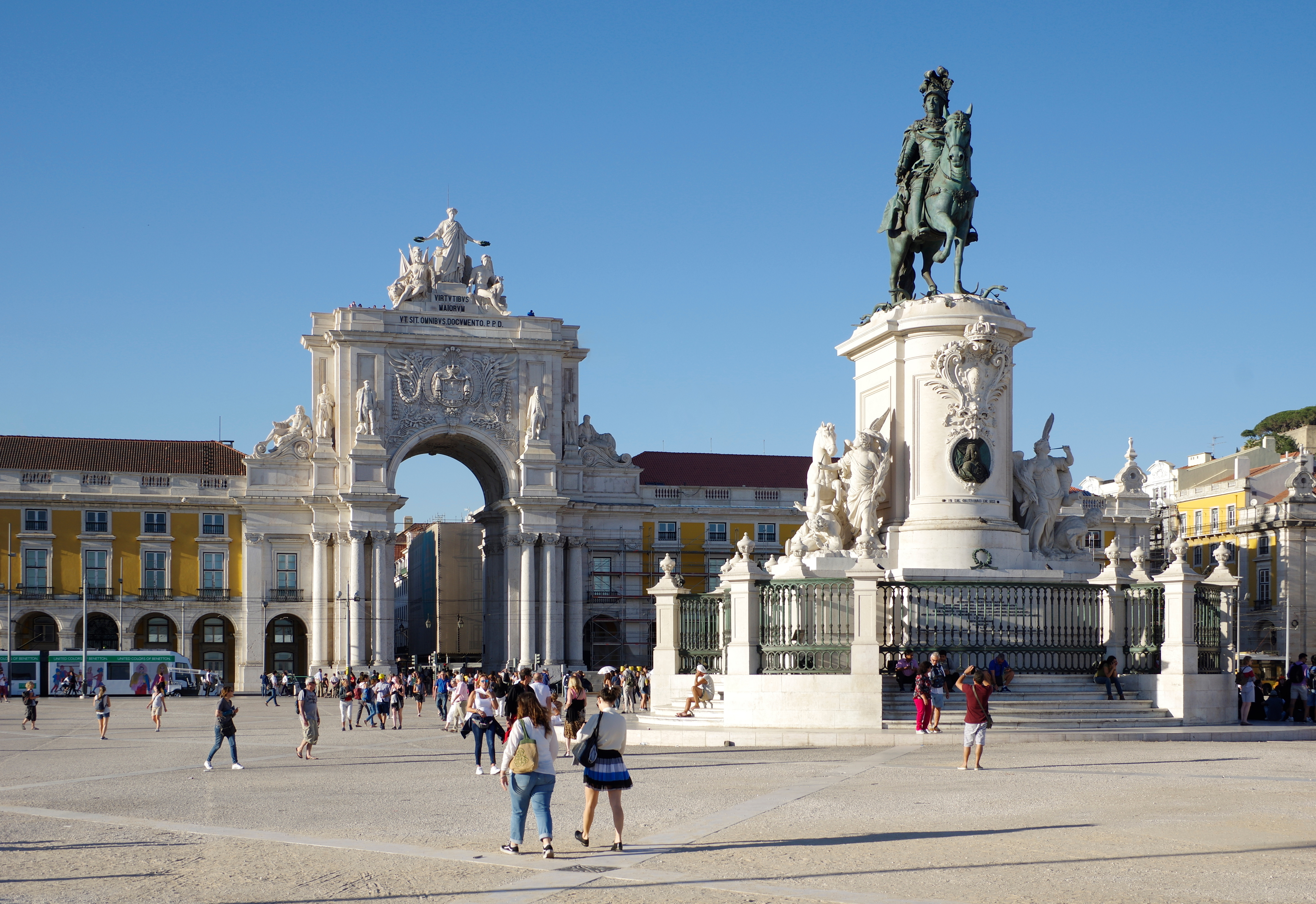
Praça do Comércio in Lissabon

- Os Mistérios de Lisboa or What the Tourist Should See (2009) R: José Fonseca e Costa, Sprecher: Peter Coyote, Imanol Arias, Guilherme Dutschke u. a. – In prächtigen Aufnahmen und in 7 Sprachen wird hier der 1925 von Fernando Pessoa auf Englisch geschriebene Reiseführer im heutigen Lissabon verfilmt.

## Musik- und Tanzfilme
- Fados (2007) R: Carlos Saura, mit Mariza, Camané, Carlos do Carmo, Chico Buarque, Caetano Veloso, Lura, Lila Downs u. a. – Ein Film über den Musikstil Fado, seine Entstehung, sein Wesen, und seine Beziehung zur Stadt Lissabon
- Pina Bausch – Lissabon Wuppertal Lisboa (1998) R: Fernando Lopes – Der Film zeigt 1998 die Arbeit von Pina Bausch, die mit ihrem Tanztheater in Lissabon „Ein Neues Stück“ ausarbeitet, aus dem Masurca Fogo wurde.

## Teilweise in Lissabon spielende Filme
- 36 Stunden (1965) R. George Seaton, mit James Garner, Rod Taylor, Eva Marie Saint u. a. – US-amerikanischer Kriegs- und Spionagefilm, der teilweise in Lissabon spielt.
- Bekenntnisse des Hochstaplers Felix Krull (1957) R: Kurt Hoffmann, mit Horst Buchholz, Liselotte Pulver, Ingrid Andree, Paul Dahlke, Ilse Steppat u. a. – Verfilmung des gleichnamigen Romans von Thomas Mann, der teilweise in Lissabon spielt. Auch der gleichnamige ZDF-Mehrteiler aus dem Jahr 1982 (mit John Moulder-Brown als Felix Krull) wurde an einigen Originalschauplätzen in Lissabon gedreht.
- Bis ans Ende der Welt (1991) R: Wim Wenders, mit William Hurt, Solveig Dommartin, Sam Neill, Jeanne Moreau, Rüdiger Vogler, Max von Sydow u. a.
- Das Rußland-Haus (1990) R: Fred Schepisi, mit Sean Connery, Michelle Pfeiffer, Klaus Maria Brandauer, Roy Scheider, James Fox u. a.
- Der Stand der Dinge (1982) R: Wim Wenders, mit Patrick Bauchau, Isabelle Weingarten, Rebecca Pauly, Samuel Fuller, John Paul Getty III, Viva u. a.
- Die süße Haut („La peau douce“, 1964) R: François Truffaut, mit Jean Desailly, Françoise Dorléac, Nelly Benedetti u. a. – Drama um einen etablierten Intellektuellen und seine Affäre zu einer Stewardess, die in Lissabon beginnt.
- Fräulein Lausbub (1930) R: Erich Schönfelder, Stummfilm mit Julius Falkenstein, Dina Gralla, Albert Paulig, Josefine Dora, Wolfgang von Schwind, Emmy Wyda, Arthur Duarte, Max Nosseck, Ernst Behmer, Else Reval u. a.
- James Bond 007 – Im Geheimdienst Ihrer Majestät (1969) R: Peter R. Hunt, mit George Lazenby, Diana Rigg, Telly Savalas u. a.